# Semeiochernes militaris
Espèce
Synonymes
- Chelanops costaricensis Beier, 1932

Semeiochernes militaris est une espèce de pseudoscorpions de la famille des Chernetidae.

## Distribution
Cette espèce se rencontre au Costa Rica, au Mexique et au Brésil.

## Publication originale
- Beier, 1932 : Pseudoscorpionidea II. Subord. C. Cheliferinea. Tierreich, vol. 58, p. 1-294.